# Antoinette de Guercheville
Antoinette de Pons-Ribérac, komtesa de La Roche-Guyon a markýza de Guercheville (1560 - 16. ledna 1632) byla francouzská dvorní dáma. V letech 1600 až 1632 sloužila jako première dame d'honneur (první dvorní dáma) francouzské královny Marii Medicejské. Známější je pod jménem madame de Guercheville.

## Život
Antoinette byla dcerou Antoine de Pons-Ribérac, hraběte de Marennes, a Marie de Montchenu, paní de Guercheville. Provdala se nejprve za Henriho de Silly, hraběte de la Rocheguyon († 1586), a po druhé v roce 1594 za Charlese du Plessis-Liancourt, hraběte de Beaumont.
Antoinette de Pons byla popsána jako ctnostná a nábožensky založená kráska. Poprvé byla představena francouzskému králi Jindřichu IV. po bitvě u Ivry v roce 1590 a je známo, že se jí dvořil. Pravděpodobně však nebyl úspěšný a ona se nikdy nestala jeho milenkou.
V roce 1600 byla jmenována do úřadu première dame d'honneur neboli první dvorní dámy nové francouzské královny Marie Medicejské a jako taková měla za úkol dohlížet na skupinu královniných dvořanů a výdaje královniny domácnosti.
Působila jako ochránkyně Bernarda Palissyho . Byla známá svým zájmem o francouzskou kolonizaci Severní Ameriky a podporovala francouzské kolonie Mount Desert Island a René Le Coq de La Saussaye, tak i koloniální projekt Jeana de Biencourt de Poutrincourt et de Saint-Just v Acadia. Využila jak politického, tak ekonomického vlivu díky svému úřadu u dvora, aby pro kolonie a koloniální projekty získala podporu a finance.